# Kalwaria Zebrzydowska
El santuari de Kalwaria Zebrzydowska està situat al voivodat de la Petita Polònia a Polònia, a una distància d'uns 40 km al sud-oest de Cracòvia i 15 km a l'est de Wadowice (poble natal de Karol Józef Wojtyła, el futur papa Joan Pau II). El santuari es compon d'una basílica barroca dedicada a Nostra Senyora dels Àngels, un convent dels Frares Menors, i una sèrie de capelles, manieristes i barroques distribuïdes al llarg de sis quilòmetres i dedicades a la Passió de Jesús i la vida de la Mare de Déu.
El 1999, el santuari de la Passió i de la Mare de Déu de Kalwaria Zebrzydowska va ser inscrit per la UNESCO a la llista del Patrimoni de la Humanitat.

## Ciutats agermanades
- Levoča, Eslovàquia